# Marija Mstislawna

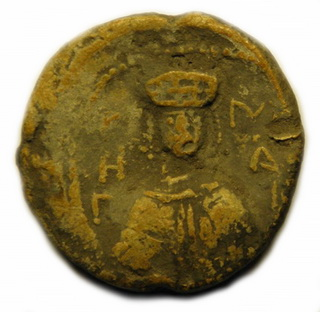
Darstellung Marijas auf einem Siegel aus dem 12. Jahrhundert

Marija Mstislawna (russisch Мария Мстиславна, ukrainisch Марія Мстиславна; † 1179 in Kiew) war eine Fürstin der Kiewer Rus.

## Biografie
Marijas Eltern waren Christina Ingesdotter und Mstislaw I. Ihr Ehemann war Wsewolod II.
Wsewolod usurpierte im Jahr 1127/1128 seinen Onkel, der zu dieser Zeit in Tschernigow regierte. Diese Usurpation war Wsewolods erster großer politischer Schachzug innerhalb der Rus und führte dazu, dass Mstislaw Truppen und Ressourcen mobilisierte, um gegen ihn zu marschieren. Das Endergebnis war jedoch lediglich, dass Wsewolod seine Herrschaft in Tschernigow behielt und sein Onkel woanders hin versetzt wurde. Dieses Ereignis bietet den wahrscheinlichsten Kontext für die Heirat einer Tochter Mstislaws mit Wsewolod – als eine Möglichkeit, eine Vereinbarung zwischen den beiden zu besiegeln, der den Frieden innerhalb der Rus bewahrte.
Marijas Ehe mit Wsewolod wurde im Laufe der Zeit immer wichtiger, da Wsewolod einige Jahre später, nach dem Tod von Marijas Onkel Jaropolk im Jahr 1139, den Thron von Kiew für sich beanspruchen konnte. Nach früheren Gepflogenheiten zu urteilen, war dies höchstwahrscheinlich eine weitere Usurpation des Kiewer Throns, aber es ist möglich, dass Wsewolods Ehe mit Marija eine Möglichkeit bot, seinen Anspruch auf die Herrschaft in Kiew zu rechtfertigen. Wsewolod war einer der letzten Herrscher über eine geeinte Rus, bevor das Gemeinwesen im späteren 12. Jahrhundert immer stärker in die verschiedenen Regionen zerfiel und Marija Mstislawna spielte eine wichtige Rolle bei der Gewährleistung dieser Kontinuität.
Marija gab wahrscheinlich den Bau der Kirche des heiligen Kyrill in Kiew in Auftrag. Vor ihrem Tod legte sie das Gelübde der Schima ab, der strengsten Klosterpflicht der orthodoxen Kirche. Sie starb 1179 und wurde in der Kirche, deren Bau sie in Auftrag gegeben hatte, begraben.
Wsewolods Familie war seit der Zeit, als ihr Patriarch Swjatoslaw II. den Thron seines Bruders Isjaslaw I. usurpierte, ein problematisches Mitglied der Familien der Kiewer Rus. Die Bereitschaft der Kiewer, ein Mitglied der verhassten Dynastie von Tschernigow in Kiew begraben zu lassen, war außergewöhnlich. Bis dahin hatten sie dieses Recht keinem Mitglied der Dynastie zugestanden. Bezeichnenderweise war Marija von Geburt an ein Mitglied der Familie Monomach, und diese dynastische Zugehörigkeit überzeugte die Stadtbewohner wahrscheinlich, ihrem Sohn Swjatoslaw zu erlauben, sie in Kiew zu begraben. Marija war das genealogisch älteste Mitglied der Familie Monomach. Sie war eine Enkelin von Wladimir Monomach selbst und das letzte der Kinder von Mstislaw I., das starb. Sie hatte auch Verwandtschaftsbeziehungen zu Familien in Smolensk, Wolhynien, Dorogobusch und Susdal und war die Mutter des Fürsten von Kiew. Laut dem Historiker Martin Dimnik war sie daher zur Zeit ihres Todes die „Grande Dame“ der Rus.